# Mecânica de meios contínuos
Mecânica de meios contínuos é um ramo da física (especificamente da mecânica) que propõe um modelo unificado para sólidos deformáveis, sólidos rígidos e fluidos. Fisicamente, os fluidos se classificam em líquidos e gases. O termo meio contínuo se usa tanto para designar um modelo matemático, como qualquer porção de material cujo comportamento possa ser descrito adequadamente por esse modelo.
A mecânica de meios contínuos  se subdivide em:
- Mecânica dos sólidos rígidos
- Mecânica dos sólidos deformáveis
- Mecânica dos fluidos, que, por sua vez, distingue entre:
  - Fluxos compressíveis
  - Fluxos incompressíveis